# Beckton (Londres)
Pour les articles homonymes, voir Beckton.
Beckton est une zone anglaise située à l'est de Londres, dans le borough londonien de Newham.